# Ken Keo
A Ken Keo a vietnámi thaiok egyik népmeséje. Főhőse egy szegénysorból származó legény, Ken Keo, aki táltosa és fehér galambja segítségével, kalandok során át végül elnyeri a hercegnő szerelmét. A mű gyökerei egészen a 11. századig nyúlnak vissza, eredeti forrása a mese motívumai alapján feltehetőleg India lehetett.